# Gustaf Strand
Gustaf Ernfrid Strand, född den 30 januari 1922 i Höör, död den 19 december 2007 i Båstad, var en svensk friidrottare (längdhopp). Han vann SM-guld i längdhopp 1948 med längden 7,24 meter. Hans bästa längdhoppsresultat var 7,32 meter från 1947. Han sprang även 100 meter och 200 meter. Strand tävlade inom landet för bland annat Älmhults IF och IFK Växjö. År 1949 blev han Stor Grabb. Strand är begravd på Båstads nya begravningsplats.